# Ise (thiết giáp hạm Nhật)
Ise (tiếng Nhật: 伊勢
), là chiếc dẫn đầu của lớp Ise gồm hai chiếc thiết giáp hạm của Hải quân Đế quốc Nhật Bản, từng tham gia hoạt động tại mặt trận Thái Bình Dương trong Thế Chiến II. Nó được đặt tên theo tỉnh Ise, một tỉnh lâu đời của Nhật Bản, ngày nay là một phần của tỉnh Mie.

## Thiết kế và chế tạo
Ban đầu được lên kế hoạch như chiếc thứ ba trong lớp Fusō, các kinh nghiệm có được trong việc chế tạo những chiếc thuộc lớp Fusō đã chỉ ra một số vấn đề về thiết kế, bao gồm vũ khí yếu và khả năng tự bảo vệ kém nên buộc phải thiết kế và sắp xếp lại thành một lớp mới.
Ise được đặt lườn tại xưởng tàu của hãng Kawasaki Heavy Industries ở Kobe vào ngày 5 tháng 5 năm 1915, được hạ thủy ngày 12 tháng 11 năm 1916, và hoàn tất vào ngày 01 tháng 12 năm 1917. Nó được phân về Căn cứ Hải quân Kure.
Ise có tổng chiều dài 208,18 mét (683 ft), rộng 28,65 mét (94 ft) và mớn nước 8,93 mét (29 ft 4 in) khi đầy tải với trọng lượng choán nước tiêu chuẩn là 29.980 tấn Anh (30.460 t) và 36.500 tấn Anh (37.100 t) khi đầy tải, nhiều hơn khoảng 650 tấn Anh (660 t) so với những con tàu trước đó. Thủy thủ đoàn bao gồm 1.360 sĩ quan và thủy thủ.
Trong quá trình hiện đại hóa con tàu vào những năm 1930, cấu trúc thượng tầng phía trước của chúng được mở rộng với nhiều bệ đỡ được thêm vào cột ba chân để tạo ra một cột buồm hình tháp. Cả hai con tàu cũng được trang bị các bầu chống ngư lôi để cải thiện khả năng bảo vệ dưới nước và để bù đắp cho trọng lượng của lớp giáp bổ sung. Những thay đổi này đã tăng chiều dài tổng thể của chúng lên 215,8 mét (708 ft), mạn thuyền lên 31,75 mét (104 ft 2 in) và mớn nước lên 9,45 mét (31 ft). Lượng choán nước của chúng tăng hơn 5.000 tấn Anh (5.100 t) lên 42.001 tấn Anh (42.675 t) khi đầy tải. Thủy thủ đoàn gồm 1.376 sĩ quan và thủy thủ.

### Động lực
Những thiết giáp hạm trong lớp Ise có hai bộ tuabin hơi nước dẫn động trực tiếp, mỗi bộ dẫn động hai trục chân vịt do 24 nồi hơi Kampon Ro Gō cung cấp. Các tuabin được thiết kế để tạo ra tổng cộng 45.000 mã lực trục (34.000 kW) và giúp tàu đạt tốc độ 23 hải lý một giờ (43 km/h; 26 dặm/giờ). Ise đạt tốc độ 23,6 hải lý một giờ (43,7 km/h; 27,2 mph) từ 56.498 shp (42.131 kW) trong các cuộc thử nghiệm trên biển. Các nồi hơi sử dụng hỗn hợp than và dầu, và con tàu chở đủ cả hai loại nhiên liệu này nó có tầm hoạt động 9.680 hải lý (17.930 km; 11.140 dặm) ở tốc độ 14 hải lý một giờ (26 km/h; 16 dặm/giờ) .
Trong quá trình hiện đại hóa những năm 1930, các nồi hơi trên mỗi con tàu đã được thay thế bằng tám nồi hơi đốt dầu Kampon mới. Các tuabin được thay thế bằng bốn tuabin Kampon hộp số với công suất thiết kế là 80.000 mã lực (60.000 kW) nhằm tăng tốc độ của chúng lên 24,5 hải lý một giờ (45,4 km/h; 28,2 mph). Trong các lần chạy thử máy, Ise đạt tốc độ tối đa 25,3 hải lý một giờ (46,9 km/h; 29,1 mph) từ 81.050 mã lực (60.440 kW). Khả năng dự trữ nhiên liệu của các con tàu được tăng lên, giúp nó có tầm hoạt động 7.870 hải lý (14.580 km; 9.060 dặm) ở tốc độ 16 hải lý một giờ (30 km/h; 18 dặm/giờ), mặc dù trọng lượng tăng thêm.

### Vũ khí
Lớp Ise được trang bị mười hai khẩu pháo Kiểu 41 35,6 cm (14 in) bố trí trên ba cặp tháp pháo bắn hai nòng, được đánh số thứ tự từ một đến sáu từ trước ra sau. Dàn vũ khí phụ của con tàu bao gồm hai mươi khẩu 14 cm (5,5 in) Kiểu 3 trên các bệ đơn. Mười tám chiếc trong số này được lắp thành từng tầng trong khoang dự báo và cấu trúc thượng tầng, cặp còn lại được lắp trên boong phía trên chúng và được bảo vệ bởi các tấm chắn súng. Hệ thống phòng không được cung cấp bởi bốn khẩu 8-centimet Năm thứ 3 (3 in) súng phòng không trong giá treo đơn. Các con tàu cũng được trang bị sáu ống phóng ngư lôi 53,3 cm (21 in) chìm, ba ống trên mỗi mạn.
Vào năm 1931–1933, các khẩu AA được thay thế bằng tám khẩu 12,7 cm (5 in) kiêm dụng Kiểu 89, được đặt bên cạnh cấu trúc thượng tầng phía trước trong bốn bệ súng đôi. Hai bệ súng đôi dành cho súng phòng không hạng nhẹ Vickers hai nòng (4 cm (1,6 in)) chế tạo theo giấy phép cũng được bổ sung, trong khi cặp súng 14 cm ở boong trên đã bị loại bỏ.
Trong quá trình tái thiết giữa những năm 1930, các ống phóng ngư lôi đã bị loại bỏ và các khẩu Vickers hai pounder được thay thế bằng 20 khẩu súng phòng không hạng nhẹ Hotchkiss 2,5 cm (1 in) Kiểu 96 được chế tạo theo giấy phép trên 10 bệ súng đôi. Đây là loại súng phòng không hạng nhẹ tiêu chuẩn của Nhật Bản trong Thế chiến thứ hai, nhưng nó mắc phải những thiếu sót nghiêm trọng về thiết kế khiến hiệu quả của nó bị giảm sút nghiêm trọng. Theo nhà sử học Mark Stille, bệ đôi và bệ ba "thiếu tốc độ khi di chuyển hoặc nâng độ cao; ống ngắm của súng không thể xử lý các mục tiêu có tốc độ nhanh cũng như súng bị rung quá mức và băng đạn quá nhỏ". Trong quá trình tái thiết, cặp súng 14 cm phía trước trong dự báo đã bị loại bỏ và độ cao tối đa của các khẩu còn lại được tăng lên +30 độ.

### Vỏ giáp
Đai giáp bảo vệ của Ise có độ dày tối đa là 299 mm (11,8 in) làm bằng giáp xi măng Vickers giữa tàu; bên dưới nó là một dải giáp 100 mm (3,9 in). Boong tàu được bọc thép phía trên bao gồm hai lớp thép cường độ cao có độ dày tổng cộng 55 mm (2,2 in) và boong bọc thép dưới cũng bao gồm hai lớp thép cường độ cao, nhưng chỉ dày tổng cộng 30 mm (1,2 in). Các tháp pháo được bảo vệ bằng lớp giáp dày 254 mm (10 in) trên mặt và 76 mm trên nóc

### Hệ thống kiểm soát hỏa lực và cảm biến
Trong khi thông tin chi tiết về các thiết bị điều khiển hỏa lực của con tàu không có đầy đủ, Ise đã được trang bị một kính ngắm tác xạ sau khi hoàn thành. Vào cuối những năm 1920, các hệ thống điều khiển hỏa lực đã được nâng cấp và các bệ bổ sung được bổ sung vào cột ăn-ten trước. Một cặp bộ điều khiển cho súng phòng không 12,7 cm đã được bổ sung vào đầu những năm 1930, mỗi bộ ở mỗi bên của cấu trúc thượng tầng phía trước. Các hệ thống điều khiển hỏa lực một lần nữa được nâng cấp vào giữa những năm 1930 và các bộ điều khiển được bổ sung cho súng phòng không 2,5 cm. Con tàu có một máy đo khoảng cách 10 mét (32 ft 10 in) được lắp đặt trên đỉnh cột buồm vào thời điểm đó. Các radar tìm kiếm trên không Kiểu 21 được lắp đặt trên tàu vào giữa năm 1942.

### Máy bay mang theo
Ise đã được trang bị một bệ phóng máy bay cho một máy bay chiến đấu Mitsubishi 1MF3 trên Tháp pháo số 2 trong thời gian ngắn vào năm 1927. Nó được thay thế bằng một bệ trên Tháp pháo số 5 cho một thủy phi cơ trinh sát Yokosuka E1Y vào năm 1928–1929. Một máy phóng và một cần cẩu có thể thu gọn được trang bị ở đuôi tàu trong quá trình hiện đại hóa giữa những năm 1930, và con tàu được trang bị để vận hành ba thủy phi cơ, mặc dù không có khoang chứa máy bay nào. Những chiếc máy bay cánh kép Nakajima E4N2 ban đầu được thay thế bằng những chiếc hai tầng cánh Nakajima E8N2 vào năm 1938.

## Lịch sử hoạt động

### Các hoạt động ban đầu
Được hoàn tất quá trễ không thể tham gia phục vụ trong Thế Chiến I, vào những năm đầu thập niên 1920, Ise tham gia nhiều chuyến đi tuần tra ngoài khơi bờ biển Siberia và các vùng biển phía Bắc hỗ trợ cho Cuộc can thiệp Siberia chống lại lực lượng Hồng quân Bolshevik.
Vào ngày 4 tháng 12 năm 1922 tại cảng Yokohama, Ise đón tiếp trọng thể một phái đoàn từ Anh Quốc trong đó có Hoàng tử xứ Wales (sau này là Vua Edward VIII) và người anh em họ sau này sẽ là Lord Mountbatten. Từ giữa những năm 1920 cho đến cuối những năm 1930, Ise chủ yếu hoạt động tuần tra ngoài khơi bờ biển Trung Quốc.
Trong những năm 1928- 1929, Ise được cải tạo tại xưởng hải quân Kure, khi cột buồm phía trước của nó được nâng cao theo kiểu đặc trưng "tháp chùa" tương tự như của chiếc thiết giáp hạm Haruna. Ống khói phía trước được gắn thêm một nắp cong, và một bệ phóng dành cho thủy phi cơ Yokosuka E1Y2 Kiểu 14 được trang bị bên trên nóc tháp súng số 5. Sau đó, trong những năm 1930-1931, những đèn pha tìm kiếm bổ sung được trang bị thêm và một sàn tàu phía sau được thiết kế để chứa những thủy phi cơ.

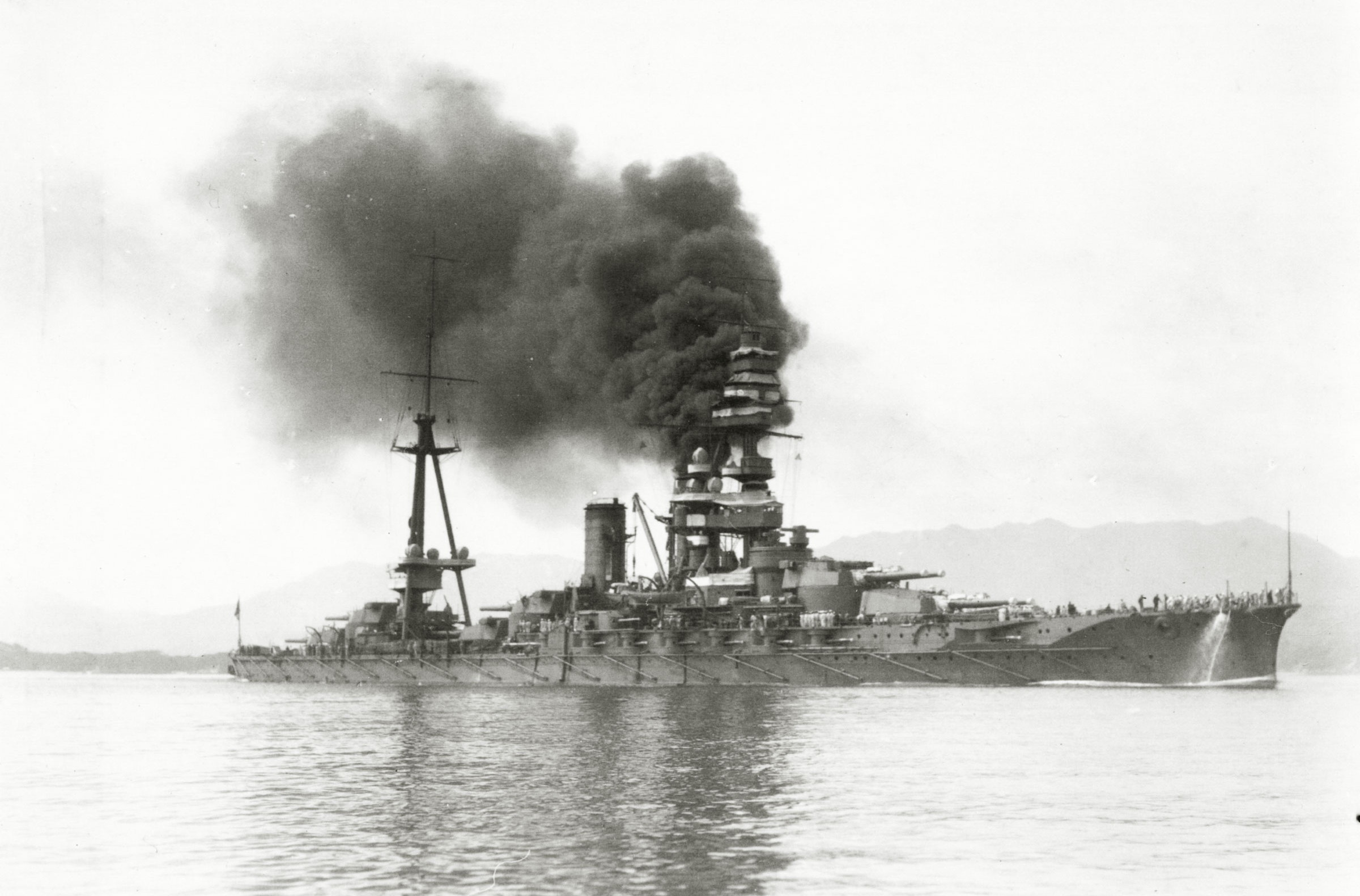
Ise đang trên đường tới cảng Hiroshima năm 1927

Tuy nhiên, một đợt nâng cấp hoàn chỉnh hơn được thực hiện từ ngày 20 tháng 11 năm 1931 đến ngày 10 tháng 2 năm 1932 tại xưởng hải quân Kure, bao gồm việc cắt ngắn phần bên trên của cột buồm chính, thay thế tất cả các khẩu pháo phòng không 76 mm 3 inch/40 bằng tám khẩu pháo phòng không Kiểu 89 127-mm/40 bố trí thành bốn tháp súng đôi; và bổ sung thêm bốn khẩu Vicker Kiểu 40 mm AT/AA trên hai tháp đôi. Hai khẩu pháo hạng hai 140 mm (5,5 inch) trên sàn tháp chỉ huy phía trước được tháo bỏ và một máy phóng cùng một cần cẩu máy bay được trang bị ở phần đuôi tàu. Vào ngày 14 tháng 5 năm 1933, một máy phóng thứ hai và ba thủy phi cơ Kiểu 90 được bổ sung.
Từ ngày 1 tháng 8 năm 1935, Ise được đưa vào ụ tàu tại xưởng hải quân Kure để thực hiện một đợt tái cấu trúc và hiện đại hóa rộng rãi. 24 lò đốt hỗn hợp được tháo dỡ và thay thế bằng tám lò đốt dầu Kampon kiểu mới và các turbine hộp số Kampon cũng được trang bị. Tốc độ tối đa được nâng lên đến 47 km/h (25,4 knot) (đạt được tốc độ 25,21 knot khi chạy thử). Ống khói phía trước được tháo bỏ và đuôi tàu được kéo dài thêm 7,6 m (25 ft). Đai giáp chống tàu ngầm được bổ sung và sáu ống phóng ngư lôi của nó được tháo bỏ. Góc nâng của dàn pháo chính trên chiếc Ise (ngoại trừ tháp pháo số 6 tận cùng phía sau) được tăng lên đến 43 độ. Hai khẩu súng 140 mm (5,5 inch) được tháo bỏ. Góc nâng của các khẩu pháo hạng hai được gia tăng từ 20 độ lên 30 độ nên tầm bắn cũng được cải thiện từ 15,8 km lên 19,1 km. Bốn khẩu phòng không Vicker 40 mm được thay thế bằng mười khẩu phòng không Kiểu 96 25 mm nòng đôi. Máy phóng máy bay kiểu cũ được thay thế bằng máy phóng Kure Loại 2 và sàn tàu để chứa máy bay được kéo dài thêm. Việc tái cấu trúc được hoàn tất vào ngày 27 tháng 3 năm 1937.

### Khởi sự chiến tranh tại Thái Bình Dương

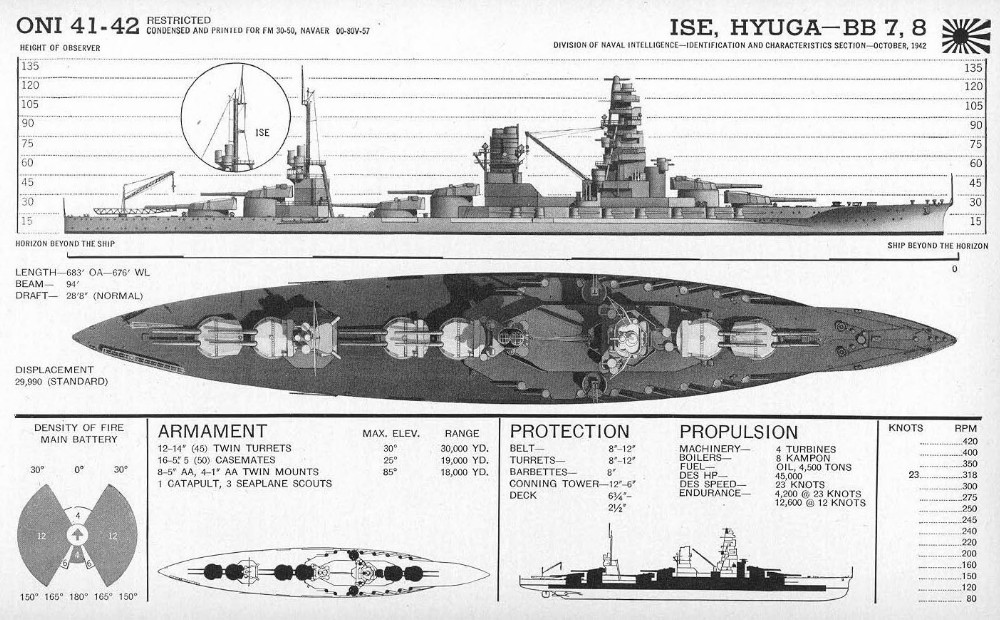
Bản vẽ của Văn phòng Tình báo Hải quân Hoa Kỳ về thiết giáp hạm lớp Ise.

Cho dù có những nỗ lực nâng cấp và hiện đại hóa, Ise vẫn bị xem là lạc hậu vào lúc bắt đầu chiến sự tại Thái Bình Dương do tốc độ tương đối chậm, thành phần thủy thủ đoàn đông, và tiêu hao nhiều nhiên liệu, nên chưa bao giờ tham chiến như một thiết giáp hạm thực sự. Ise từng tham gia vào trận tấn công Trân Châu Cảng, và khởi hành từ Hashirajima đi đến tận quần đảo Bonin nhằm săn đuổi, nhưng đã không thể bắt kịp, lực lượng tàu sân bay Mỹ đã tung ra cuộc không kích Doolittle ngày 18 tháng 4 năm 1942.
Đến tháng 5 năm 1942, Ise gặp một tai nạn khiến phòng máy số 2 bị ngập nước. Trong khi sửa chữa, Ise được trang bị thêm một trong những radar thử nghiệm đầu tiên của Hải quân Nhật là Kiểu 21.

### Tái cấu trúc thành tàu sân bay lai
Để bù đắp phần nào những thiệt hại đối với lực lượng tàu sân bay trong trận Midway, Hải quân Đế quốc Nhật Bản vạch ra kế hoạch chuyển đổi những chiếc thiết giáp hạm thuộc lớp Ise thành những tàu sân bay hạm đội có thể mang được 54 máy bay mỗi chiếc. Kế hoạch này bị hủy bỏ đơn giản là do không có đủ thời gian và nguồn lực cần thiết; và một ý niệm về một chiếc thiết giáp hạm lai tàu sân bay được chấp nhận. Ise trở vào ụ tàu, và các tháp súng số 5 và số 6 ở phía sau được tháo dỡ thay thế bằng một sàn chứa máy bay và bên trên có một sàn đáp dài 70 m và một thang nâng hình chữ "T". Sàn đáp này đủ dài để có thể phóng máy bay, nhưng không đủ cho chúng hạ cánh. Thiết kế dự định một kho chứa máy bay có thể chứa 9 chiếc bên trong, và 11 chiếc khác bên trên sàn đáp và hai chiếc trên mỗi máy phóng; tuy nhiên sau đó người ta nhận ra rằng chỉ cần một động cơ máy bay trục trặc là có thể phá hỏng mọi chuyện. Để ngăn ngừa tắc nghẽn, sàn đáp được trang bị hai đường ray, 12 bệ xoay, các xe đẩy và các bộ gá cố định. Hai máy phóng Kiểu 11 dài 25 m được gắn trên các trụ chống cao bên mạn phải và mạn trái phía trước sàn đáp. Một cần cẩu thu lại được cũng được trang bị bên mạn trái phía sau. Sàn đáp mới được phủ một lớp bê tông dày 200 mm để bù trừ cho tình trạng mất thăng bằng phát sinh do tháo dỡ các vũ khí trang bị ở phía đuôi. Một lớp bê tông dày 1 m cũng được đổ chung quanh bánh lái chính và bánh lái phụ, và một lớp vỏ giáp ngang dày 150 mm cũng được bổ sung.

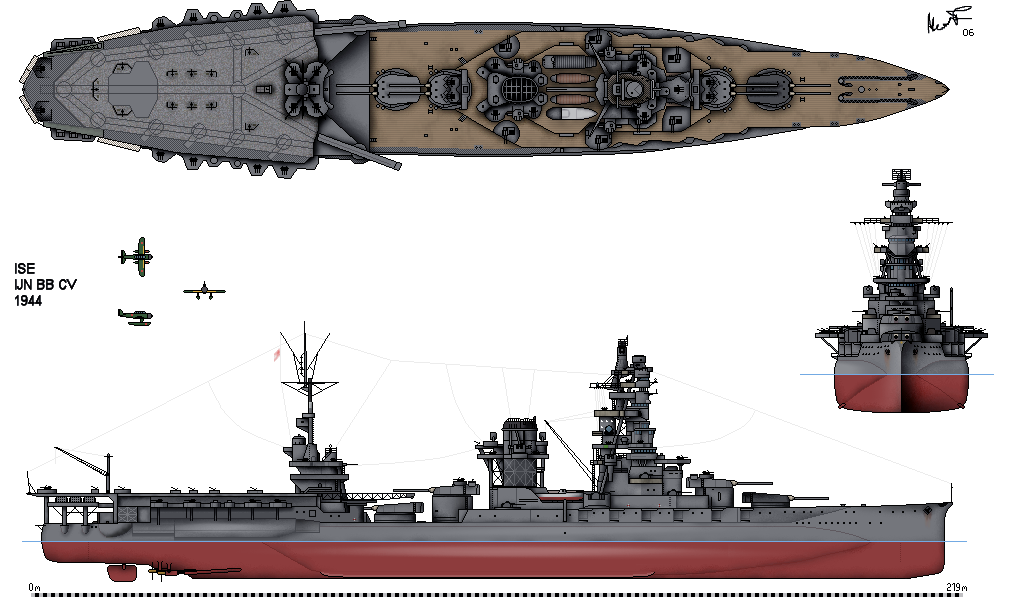
Ise sau đợt tái cấu trúc năm 1944

Vũ khí phòng không của nó cũng được cải tiến để chống lại các cuộc không kích của Mỹ. Tám khẩu pháo nòng đơn 127 mm được thay thế bằng tám khẩu nòng đôi. Số khẩu pháo phòng không Kiểu 96 (25 mm) được tăng từ 20 lên 57 khẩu. Một bộ radar dò tìm trên không Kiểu 21 và hai bộ radar dò tìm mặt nước Kiểu 22 cũng được trang bị.
Sau khi được cải tạo, Ise có thể mang theo 22 máy bay. Các phương án tác chiến hình dung Ise sẽ đi theo cùng Lực lượng Đặc nhiệm tàu sân bay (Kido Butai) và sẽ tung ra 11 máy bay ném bom bổ nhào Yokosuka D4Y Suisei ("Judy") và 11 thủy phi cơ Aichi E16A Zuiun ("Paul") có khả năng tấn công bổ nhào để bổ sung cho lực lượng tấn công gồm 44 máy bay ném bom của Lực lượng đặc nhiệm. Những chiếc Suisei sẽ phải hạ cánh trên những chiếc tàu sân bay thông thường hoặc các căn cứ trên đất liền, trong khi các thủy phi cơ E16A có thể trở lại tàu sau khi hạ cánh xuống mặt nước gần con tàu rồi được cần cẩu vớt lên. Số máy bay phối thuộc cho Ise cuối cùng bao gồm 14 chiếc E16A và 8 chiếc D4Y2.
Công việc cải tạo chính thức hoàn tất vào ngày 8 tháng 10 năm 1943. Tuy nhiên, do công việc huấn luyện phi công mới chỉ có thể hoàn tất vào mùa thu năm 1944 nên Ise chưa bao giờ được sử dụng như một tàu chiến-sân bay trong bất kỳ một chiến dịch hải quân nào. Máy bay của nó thường được đặt tại các căn cứ trên đất liền và Ise tiếp tục được sử dụng thuần túy như một thiết giáp hạm trong lực lượng hộ tống.
Ise thực hiện một chuyến đi đến Truk trong tháng 10 năm 1943, vận chuyển một đơn vị của Sư đoàn 52 Lục quân Nhật Bản cùng các tiếp liệu đến đó.
Trong một đợt cải tạo tại Kure vào tháng 5 năm 1944, nó được bổ sung thêm 47 súng phòng không Kiểu 96 25 mm (12 tháp ba nòng và 11 nòng đơn), nâng tổng cộng lên đến 104 khẩu; và nó cũng được trang bị hai bộ thu phát IFF Kiểu 2 để phân biệt bạn hay thù. Đến tháng 7, hai bộ radar dò tìm trên không Kiểu 13 và một bộ phát hiện radar E27 được trang bị. Từ cuối tháng 9 năm 1944, sáu dàn phóng rocket phòng không 30 nòng được bổ sung thêm. Loại rocket này được trang bị đầu đạn gồm mảnh đạn cháy và một kíp nổ định thời gian.

### Trận chiến vịnh Leyte và sau đó

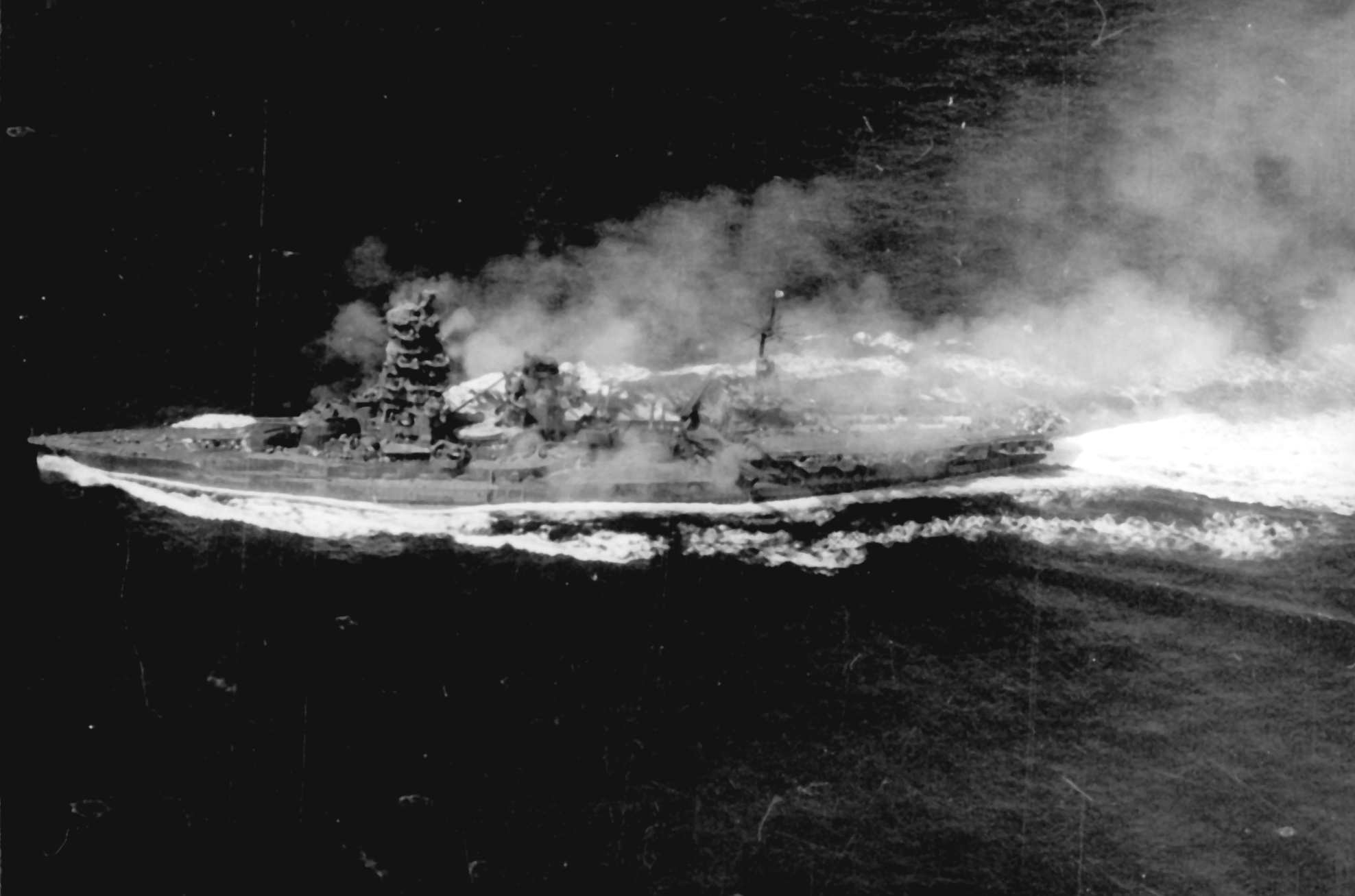
Ise đang bị không kích trong trận chiến vịnh Leyte

Ise bị thiệt hại nhẹ trong trận chiến mũi Engaño, trong đó các xạ thủ trên chiếc Ise bắn rơi năm trong số mười máy bay ném bom bổ nhào tấn công nhắm vào nó, và chỉ bị hư hại nhẹ trên tháp pháo số 2. Việc yểm trợ phòng không của Ise tỏ ra không hiệu quả, và trong quá trình trận đánh, máy bay của Hải quân Mỹ đã đánh chìm các tàu sân bay Zuikaku, Zuihō và Chitose cùng tàu khu trục Akizuki. Về cuối trận đánh, trong đợt tấn công thứ tư, Ise bị 85 máy bay ném bom bổ nhào tấn công. Với 34 quả bom ném suýt trúng đích, thành tàu của Ise gần mực nước bị vỡ khiến các buồng đốt bên mạn trái bị hư hại; một quả bom làm hỏng máy phóng bên trái, và có khoảng năm thủy thủ thiệt mạng cùng 71 người bị thương.

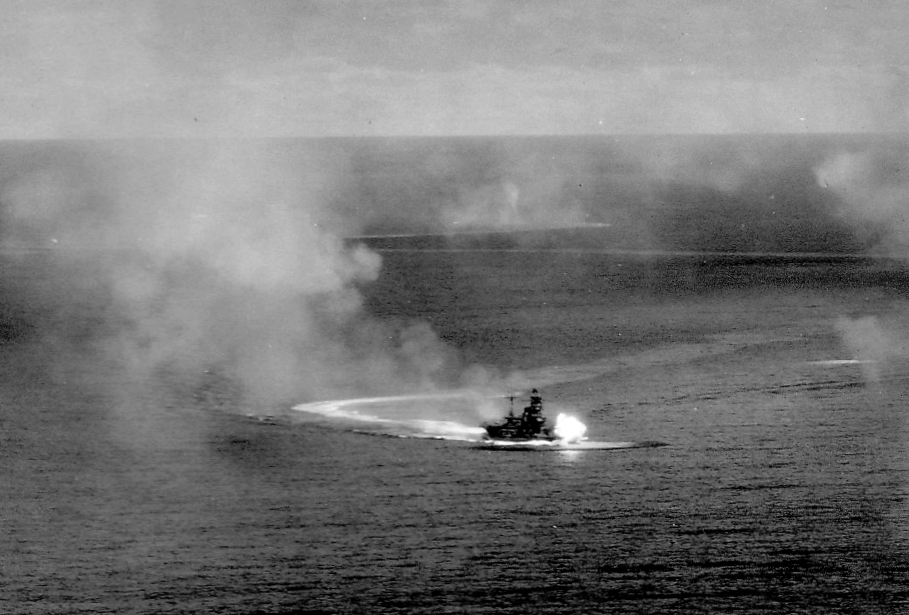
Thiết giáp hạm Nhật Bản Ise khai hỏa các khẩu pháo chính của mình trong Trận chiến ngoài khơi Mũi Engaño, ngày 25 tháng 10 năm 1944.

Sau khi quay về Nhật Bản, từ ngày 29 tháng 10, các máy phóng ở phía sau được tháo dỡ để cải thiện góc bắn cho các tháp súng số 3 và số 4.
Ise được gửi về phía Nam đến Lingga và Singapore vào đầu năm 1945 để tham gia Chiến dịch Kita. Khi gần đến Singapore, Ise bị hư hại nhẹ bởi một thủy lôi. Trong chiến dịch Kita, Ise, chiếc Hyuga chị em với nó, và chiếc tàu tuần dương Oyodo được chất đầy những nguyên liệu chiến lược đang rất cần thiết trong chiến tranh (dầu mỏ, cao su, thiếc, kẽm và thủy ngân) cùng di tản hơn 1.150 nhân viên từ các giếng dầu quay trở về Nhật Bản. Ise quay trở về đến Moji an toàn vào ngày 19 tháng 2 năm 1945, sau khi lẩn tránh được sự săn đuổi của 23 tàu ngầm Đồng Minh trên đường đi.

### Vai trò cuối cùng

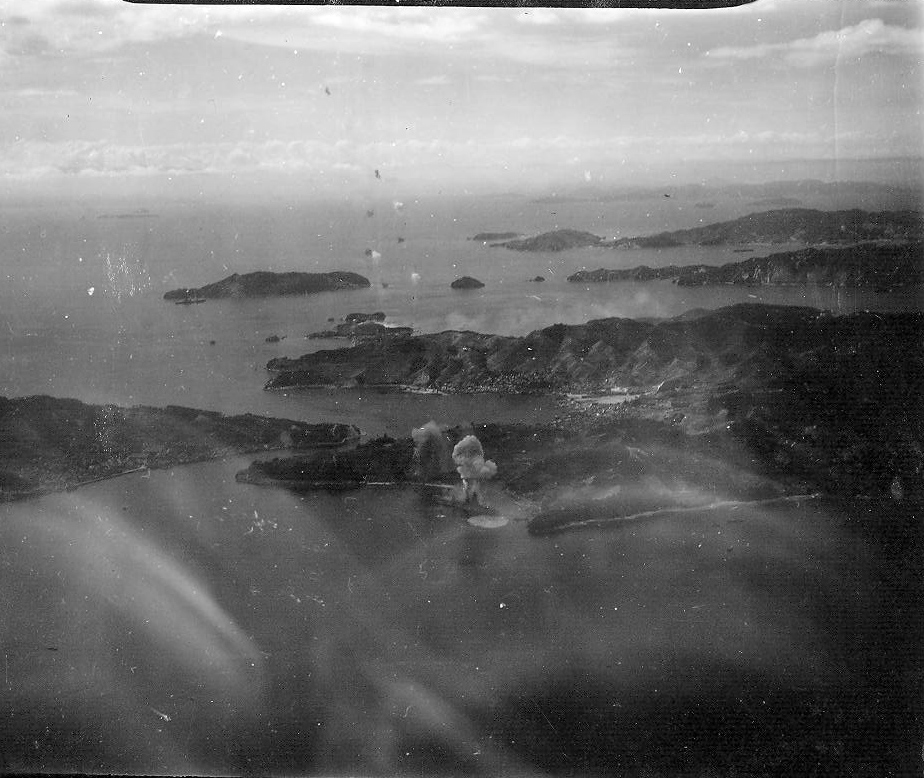
Bức ảnh chụp từ trên cao cho thấy thiết giáp hạm Ise đang bốc cháy.

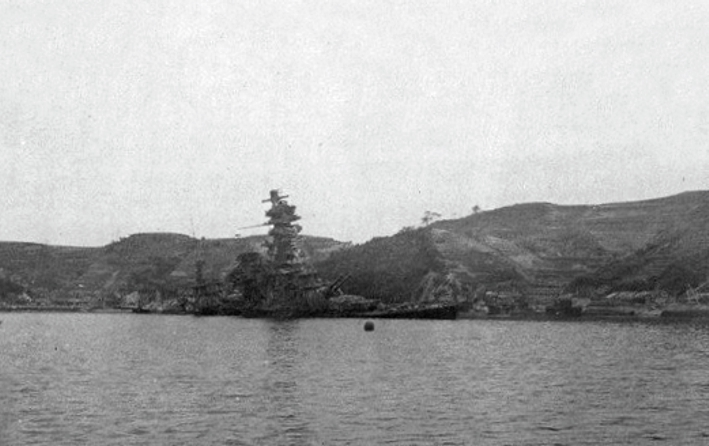
Thiết giáp hạm Ise sau khi bị đánh chìm.

Từ ngày 25 tháng 2 năm 1945 cho đến khi Nhật Bản đầu hàng, Ise ở lại căn cứ Kure, không nhiên liệu và không máy bay, và được sơn ngụy trang một màu xanh ô-liu loang lổ. Việc ngụy trang này tỏ ra không có tác dụng đối với máy bay của Lực lượng Đặc nhiệm TF 58; khi vào ngày 19 tháng 3 năm 1945, hơn 240 máy bay đã tấn công vào Kure, và Ise bị đánh trúng hai quả bom. Được xếp hạng lại thành một tàu dự bị cấp 4 vào ngày 20 tháng 4, Ise được kéo về Ondo Seto (giữa Kure và Kurahashijima) để phục vụ như một pháo đài phòng không nổi. Nó lại bị tấn công một lần nữa vào ngày 24 tháng 7 bởi 60 máy bay cất cánh từ tàu sân bay USS Ranger, những quả bom đã đánh trúng mũi tàu bên mạn phải, sàn tàu chính, tháp súng số 3 và cầu tàu, giết chết Thuyền trưởng Mutaguchi, các sĩ quan chỉ huy khác và khoảng 50 thủy thủ. Vào ngày 28 tháng 7, một cuộc tấn công khác lại được tung ra nhắm vào Ise, và nó bị đánh trúng năm quả bom 450 kg (1000 lb) ném ra từ những máy bay F4U Corsair của tàu sân bay USS Hancock, và mười một quả bom từ những máy bay khác của Lực lượng Đặc nhiệm TF-58. Ise bị nghiêng qua mạn phải và bị chìm trong vùng nước nông tại tọa độ 34°15′B 132°31′Đ / 34,25°B 132,517°Đ. Nó được gạch tên khỏi danh sách Đăng bạ Hải quân vào ngày 20 tháng 11 năm 1945.
Phần thân tàu dưới nước của Ise được để yên một thời gian cho đến khi nó được tháo dỡ mà không được trục vớt bởi xưởng hải quân Kure và xưởng tàu Harima Zosen từ ngày 09 tháng 10 năm 1946 đến ngày 4 tháng 7 năm 1947.

## Danh sách thuyền trưởng
- Saburo Hyakutake (sĩ quan trang bị trưởng): 1 tháng 9 năm 1916 - 1 tháng 12 năm 1916
- Yoshima Akizawa (sĩ quan trang bị trưởng): 1 tháng 12 năm 1916 - 15 tháng 12 năm 1917
- Yoshima Akizawa: 15 tháng 12 năm 1917 - 1 tháng 12 năm 1918
- Shozo Kuwashima: 1 tháng 12 năm 1918 - 20 tháng 11 năm 1919
- Hiroshi Furukawa: 20 tháng 11 năm 1919 - 20 tháng 11 năm 1920
- Hisashi Yokoo: 20 tháng 11 năm 1920 - 1 tháng 12 năm 1921
- Naotaro Nagasawa: 1 tháng 12 năm 1921 - 1 tháng 12 năm 1922
- Norikazu Kanna: 1 tháng 12 năm 1922 - 1 tháng 12 năm 1923
- Heizaburo Fukuyo: 1 tháng 12 năm 1923 - 1 tháng 12 năm 1924
- Kenikichi Wada: 1 tháng 12 năm 1924 - 22 tháng 8 năm 1925
- Sueki Yonemura: 22 tháng 8 năm 1925 - 1 tháng 12 năm 1925
- Katsutaro Taoka: 1 tháng 12 năm 1925 - 1 tháng 12 năm 1926
- Togo Kawano: 1 tháng 12 năm 1926 - 1 tháng 12 năm 1927
- Michijiro Nambu: 1 tháng 12 năm 1927 - 10 tháng 12 năm 1928
- Kanekoto Iwamura: 10 tháng 12 năm 1928 - 5 tháng 10 năm 1929
- Keitaro Hara: 5 tháng 10 năm 1929 - 1 tháng 12 năm 1930
- Rokuro Hani: 1 tháng 12 năm 1930 - 1 tháng 12 năm 1931
- Koga Mineichi: 1 tháng 12 năm 1931 - 1 tháng 12 năm 1932
- Hiroyoshi Tabata: 1 tháng 12 năm 1932 - 15 tháng 11 năm 1933
- Yamamoto Koki: 15 tháng 11 năm 1933 - 1 tháng 11 năm 1934
- Shimizu Mitsumi: 1 tháng 11 năm 1934 - 31 tháng 10 năm 1935
- Gunpei Sekine: 31 tháng 10 năm 1935 - 16 tháng 11 năm 1936
- Sanjiro Takasu: 16 tháng 11 năm 1936 - 1 tháng 12 năm 1937
- Yamaguchi Tamon: 1 tháng 12 năm 1937 - 15 tháng 11 năm 1938
- Gisaburo Yamaguchi: 15 tháng 11 năm 1938 - 15 tháng 11 năm 1939
- Omori Sentaro: 15 tháng 11 năm 1939 - 15 tháng 10 năm 1940
- Gihachi Takayanagi: 15 tháng 10 năm 1940 - 25 tháng 9 năm 1941
- Isamu Takeda: 25 tháng 9 năm 1941 - 25 tháng 4 năm 1943
- Shinzaburo Hase: 25 tháng 4 năm 1943 - 25 tháng 12 năm 1943 (được thăng lên Chuẩn Đô đốc ngày 1 tháng 11 năm 1943.)
- Noboro Nakase: 25 tháng 12 năm 1943 - 25 tháng 2 năm 1945 (được thăng lên Chuẩn Đô đốc ngày 15 tháng 10 năm 1944.)
- Kakuro Mutaguchi: 25 tháng 2 năm 1945 - 24 tháng 7 năm 1945 (tử trận, được truy thăng lên Chuẩn Đô đốc ngày 24 tháng 7 năm 1945)
- Không có chỉ huy trưởng: 24 tháng 7 năm 1945 - 28 tháng 7 năm 1945